# Harvey Phillips
Harvey Phillips (2. prosince 1929 Aurora, Missouri, USA – 20. října 2010 Bloomington, Indiana, USA) byl americký tubista. Narodil se jako poslední z deseti dětí. Řadu let pracoval jako studiový hudebník a hrál tak například s Wesem Montgomerym, Kenny Burrellem, Gilem Evansem a Dizzy Gillespiem. V letech 1971–1994 se věnoval pedagogické činnosti na Indiana University. Zemřel na následky Parkinsonovy choroby ve věku osmdesáti let.